# 玩山
玩山是中国侗族的一种传统婚恋风俗，流行于贵州锦屏、天柱、创河、三穗等地。在节假日、劳动之余或赶场路上，侗族青年男女都要利用这种形式来谈情说爱、对歌和赛歌。
参加玩山的男女双方中，有一方必须是异姓的外村人。每次相会，双方人数不等，但年龄必须相近。除了农忙季节和寒冷的冬天，其他时节一般约10天左右相会一次，风雨无阻。玩山的地点叫“花园”，一般在离家10里以外或更远的山上。聚会以后女方自称：“小妹”、“我妹”，称男方为“哥”、“情哥”、“情郎”、“久”、“伴”、“板”等。男方自称为“小弟”、“我弟”，称女方为“情妹”、“情姐”、“姣”、“娘”，也称“久”、“伴”、“板”等。
玩山时，姑娘们穿着一色的布便衣，一串串银珠吊在胸前和右侧的银泡纽扣上，身系着宽厚的蓝色腰带，头上缠着艳丽红头绳，脚穿崭新的细耳草鞋。小伙子穿着洁白的便衣、蓝裤子、青布鞋。歌唱的内容主要是倾吐爱情，有“初会歌”，“难得歌”、“自谦歌”、“赞美歌”、“盘歌”、“借把片歌”、“结伴歌”、“初恋歌”、“深恋歌”、“分别歌”、“嘱咐歌”、“送行歌”、“相思歌”、“埋怨歌”、“重逢歌”、“陪伴歌”等。也有借用传统故事、历史人物来比喻爱情的。演唱形式有独唱、双方对唱、白话、连歌等(一般先说“白话”再唱歌，或先唱歌再说“白话”，也有边唱边说“白话”的)。
由于玩山常是男女青年寻找对象的形式，所以，对约会的日期和地点除了同伙外，对别人是保密的。尤其是女方，一般不让父兄知道，而且往往是借打猪草、赶场之机悄悄去的。玩山多次可以增进了解，有的还能促成婚姻。